# فيليب غوين
فيليب غوين (بالإنجليزية: Phillip Gwynne)‏ (1958، ملبورن في أستراليا)؛ كاتب للأطفال وروائي أسترالي.